# شينيو
شينيو (بالصينية: 新余市 )‏ هي مدينة على مستوى محافظة، في جمهورية الصين الشعبية، تتبع جيانغشي، تبلغ مساحتها 3,178 كيلومتر مربع، رمزها البريدي هو 338000.

## المناخ
يظهر الجدول التالي التغييرات المناخية على مدار السنة لشينيو:
| البيانات المناخية لـشينيو                        | البيانات المناخية لـشينيو | البيانات المناخية لـشينيو | البيانات المناخية لـشينيو | البيانات المناخية لـشينيو | البيانات المناخية لـشينيو | البيانات المناخية لـشينيو | البيانات المناخية لـشينيو | البيانات المناخية لـشينيو | البيانات المناخية لـشينيو | البيانات المناخية لـشينيو | البيانات المناخية لـشينيو | البيانات المناخية لـشينيو | البيانات المناخية لـشينيو |
| الشهر                                            | يناير                     | فبراير                    | مارس                      | أبريل                     | مايو                      | يونيو                     | يوليو                     | أغسطس                     | سبتمبر                    | أكتوبر                    | نوفمبر                    | ديسمبر                    | المعدل السنوي             |
| ------------------------------------------------ | ------------------------- | ------------------------- | ------------------------- | ------------------------- | ------------------------- | ------------------------- | ------------------------- | ------------------------- | ------------------------- | ------------------------- | ------------------------- | ------------------------- | ------------------------- |
| الدرجة القصوى °م (°ف)                            | 25.8 (78.4)               | 30.1 (86.2)               | 33.4 (92.1)               | 36.2 (97.2)               | 36.3 (97.3)               | 37.9 (100.2)              | 40.6 (105.1)              | 40.3 (104.5)              | 38.1 (100.6)              | 35.6 (96.1)               | 31.9 (89.4)               | 23.9 (75.0)               | 40.6 (105.1)              |
| متوسط درجة الحرارة الكبرى °م (°ف)                | 9.3 (48.7)                | 11.6 (52.9)               | 15.7 (60.3)               | 22.3 (72.1)               | 27.3 (81.1)               | 30.3 (86.5)               | 34.1 (93.4)               | 33.4 (92.1)               | 29.4 (84.9)               | 24.4 (75.9)               | 18.3 (64.9)               | 12.5 (54.5)               | 22.4 (72.3)               |
| المتوسط اليومي °م (°ف)                           | 6.0 (42.8)                | 8.2 (46.8)                | 11.9 (53.4)               | 18.1 (64.6)               | 23.1 (73.6)               | 26.3 (79.3)               | 29.7 (85.5)               | 28.9 (84.0)               | 25.3 (77.5)               | 20.1 (68.2)               | 14.0 (57.2)               | 8.3 (46.9)                | 18.3 (65.0)               |
| متوسط درجة الحرارة الصغرى °م (°ف)                | 3.5 (38.3)                | 5.6 (42.1)                | 9.0 (48.2)                | 14.8 (58.6)               | 19.7 (67.5)               | 23.1 (73.6)               | 26.1 (79.0)               | 25.5 (77.9)               | 22.0 (71.6)               | 16.6 (61.9)               | 10.5 (50.9)               | 5.0 (41.0)                | 15.1 (59.2)               |
| أدنى درجة حرارة °م (°ف)                          | −4.2 (24.4)               | −3.5 (25.7)               | −1.4 (29.5)               | 3.2 (37.8)                | 10.6 (51.1)               | 14.9 (58.8)               | 18.2 (64.8)               | 19.1 (66.4)               | 14.6 (58.3)               | 4.9 (40.8)                | 0.3 (32.5)                | −8.2 (17.2)               | −8.2 (17.2)               |
| الهطول مم (إنش)                                  | 86.8 (3.42)               | 112.0 (4.41)              | 179.3 (7.06)              | 223.5 (8.80)              | 212.8 (8.38)              | 257.9 (10.15)             | 122.0 (4.80)              | 133.1 (5.24)              | 81.4 (3.20)               | 62.9 (2.48)               | 79.9 (3.15)               | 51.5 (2.03)               | 1٬603٫1 (63.12)           |
| متوسط الرطوبة النسبية (%)                        | 80                        | 80                        | 81                        | 80                        | 78                        | 79                        | 71                        | 74                        | 75                        | 72                        | 75                        | 75                        | 77                        |
| المصدر: China Meteorological Data Service Center |                           |                           |                           |                           |                           |                           |                           |                           |                           |                           |                           |                           |                           |

## التقسيمات الإدارية
- Yushui, Xinyu [الإنجليزية]‏
- Fenyi County [الإنجليزية]‏.